# China Northwest Airlines
China Northwest Airlines (кит. 中国西北航空公司) — упразднённая китайская авиакомпания со штаб-квартирой в городе Сиань (провинция Шэньси, КНР), работавшая в сфере регулярных пассажирских перевозок внутри страны и за её пределами.
Портом приписки перевозчика и его главным транзитным узлом (хабом) являлся международный аэропорт Сиань Сяньян.

## История
Компания работала с 1989 по 2002 год, пока вместе с другим перевозчиком China Yunnan Airlines не была поглощена китайской магистральной авиакомпанией China Eastern Airlines.
China Northwest Airlines образовалась в результате разделения государственной корпорации CAAC на шесть независимых авиакомпаний. Перевозчик базировался в Сиане и эксплуатировал флот, состоявший из самолётов BAe 146, Ту-154, Airbus A310 и позднее — Airbus A320. Маршрутная сеть регулярных перевозок была построена главным образом между аэропортами Китая, на международных направлениях China Northwest Airlines работала из Сианя в Японию.
Вошла в состав China Eastern Airlines под брендом China Eastern Xi Bei.

## Авиапроисшествия и инциденты
- 23 июля 1993 года. Экипаж самолёта BAe 146-300 (регистрационный B-2716), выполнявшего регулярный рейс из аэропорта Иньчуань Хэдун в столичный международный аэропорт Шоуду, вследствие технических проблем принял решение прервать взлёт в Иньчуане. Лайнер выкатился за пределы взлётно-посадочной полосы и врезался в озеро. Из 58 человек на борту погибло 55[3].

- 6 июня 1994 года. Самолёт Ту-154М (регистрационный B-2610), выполнявший регулярный рейс 2303 из Сианя в Гуанчжоу, потерпел крушение примерно через 10 минут после взлёта из Сианя. На борту находилось 160 человек, погибли все. Причиной катастрофы стали технические ошибки в обслуживании (неверное подключение каналов управления автопилота). Крупнейшая по числу жертв авиакатастрофа на материковой части Китая[4].